# Fernando Peralta (Schachspieler)
Fernando Rodrigo Peralta (* 16. Dezember 1979 in Lomas de Zamora, Provinz Buenos Aires) ist ein argentinischer Schachspieler.

## Leben
Im Alter von acht Jahren lernte er das Schachspielen. Als er elf Jahre alt war, trat er dem Schachverein Club Montegrande bei. 2001 zog er nach Barcelona. Er arbeitet dort als Schachtrainer für den Schachverein Club Cerdanyola del Valles und spielte 2017 in der División de Honor für Escola d’Escacs de Barcelona. Zusätzlich spielt er in Frankreich für den Verein L’Echiquier Chalonnais.

## Erfolge
Peralta wurde argentinischer Jugendmeister in den Alterskategorien U14, U18 und U20. Die panamerikanische Meisterschaft gewann er 1997, 1998 und 1999. Bei den argentinischen Einzelmeisterschaften 2001 und 2008 wurde er Zweiter hinter Rubén Felgaer, 2006 konnte er den Titel gewinnen (Felgaer wurde Zweiter). Turniere gewann er zum Beispiel 2001 im argentinischen Guaymallén und in Punta del Este, 2002 in São José und im argentinischen Avellaneda bei Mar del Plata, 2003 in Sant Boi de Llobregat (geteilt mit Wiktor Moskalenko) und in Castellar del Vallès, 2004 in Binissalem, 2005 in Andorra la Vella, 2006 in Athen (geteilt mit Lewan Aroschidse und Tamas Gelaschwili), 2007 in Buenos Aires und Sabadell (geteilt mit Wiktor Moskalenko) und 2009 in Deizisau (Neckar-Open). 2007 nahm Peralta am Schach-Weltpokal teil, scheiterte aber bereits in der ersten Runde an Ernesto Inarkijew. Weitere argentinische Einzelmeisterschaften gewann Fernando Peralta 2018 (Austragung in Villa Martinelli und Buenos Aires), 2020 in Villa Martinelli, 2022 in Bariloche und 2023 erneut in Buenos Aires.
Mit der argentinischen Nationalmannschaft nahm er an den Schacholympiaden 2002 (am vierten Brett), 2006 (am zweiten Brett), 2008 (am zweiten Brett), 2010 (am dritten Brett), 2012 (am Spitzenbrett) und 2014 (am Spitzenbrett) teil. In der französischen Mannschaftsmeisterschaft spielte er in der Saison 2010/11 für L’Echiquier Chalonnais. Seit 2004 trägt er den Großmeister-Titel. Die Normen hierfür erzielte er bei der katalanischen Mannschaftsmeisterschaft 2002, der argentinischen Meisterschaft 2002 in Buenos Aires und dem 8. Obert de Castellar-Turnier in Castellar del Vallès im Juli 2004. Im Februar 2015 liegt er hinter Sandro Mareco und Rubén Felgaer auf dem dritten Platz der argentinischen Elo-Rangliste.